# Neocleptria punctifera
Neocleptria punctifera är en fjärilsart som beskrevs av Walker 1858. Neocleptria punctifera ingår i släktet Neocleptria och familjen nattflyn. Inga underarter finns listade i Catalogue of Life.